# Dystrykt Gwadar
Dystrykt Gwadar (beludżi/urdu: ضِلع گوادر) – dystrykt w południowo-zachodnim Pakistanie w prowincji Beludżystan. W 1998 roku liczył 185 498  mieszkańców (z czego 53,6% stanowili mężczyźni) i obejmował 33 680 gospodarstw domowych. Siedzibą administracyjną dystryktu jest Gwadar.